# Златовський потік
Златовський потік (словац. Zlatovský potok) — річка в  Словаччині, ліва притока Дрєтомиці, протікає в окрузі Тренчин.
Довжина приблизно 9.9-10.8 км. Витік знаходиться в масиві Білі Карпати на висоті близько 340-345 метрів. Протікає територією міста Тренчин (міська частиниа Златовце) і села Костольна-Зареч'є.
Впадає в Дрєтомицю на висоті приблизно 200-205 метрів.